# Artur Walerjewitsch Dmitrijew
Artur Walerjewitsch Dmitrijew (russisch Артур Валерьевич Дмитриев; * 21. Januar 1968 in Bila Zerkwa, nahe Kiew) ist ein ehemaliger russischer Eiskunstläufer, der im Paarlauf für die Sowjetunion, das Vereinte Team und Russland startete.

## Werdegang
Artur Dmitrijew begann mit sechs Jahren mit dem Eiskunstlaufen. Er trainierte in Sankt Petersburg. Seine Trainerin war Tamara Moskwina. Von 1987 bis 1994 startete er zusammen mit Natalja Mischkutjonok. Sie repräsentierten zunächst die Sowjetunion und nach deren Zerfall Russland. 1988 hatten sie ihr Europameisterschaftsdebüt und beendeten es auf dem vierten Platz. Ein Jahr später gewannen sie mit Bronze bei der Europameisterschaft in Birmingham ihre erste bedeutende internationale Medaille. Diese wiederum verteidigten sie ein Jahr später in Leningrad. 1990 bestritten sie in Halifax ihr Weltmeisterschaftsdebüt und gewannen sogleich die Bronzemedaille. Nach dem Rücktritt ihrer Landsleute Jekaterina Gordejewa und Sergei Grinkow wurden die vierfachen sowjetischen Vizemeister 1991 in Sofia Europameister und in München Weltmeister. 1992 gelang Mischkutjonok und Dmitrijew dann der totale Triumph, indem sie bei der Europameisterschaft in Lausanne, der Weltmeisterschaft in Oakland und den Olympischen Spielen in Albertville die Goldmedaille gewannen. Die Olympiakür liefen sie zu Franz Liszts Liebestraum.
Nach ihrem Olympiasieg wechselten Dmitrijew und Mischkutjonok zu den Profis. Sie ließen sich jedoch für die Olympischen Winterspiele 1994 reamateurisieren und gewannen hinter den ebenfalls reamateurisierten Gordejewa und Grinkow die Silbermedaille. Zuvor waren sie russische Vizemeister geworden und hatten bei der Europameisterschaft die Bronzemedaille gewonnen.
Das Paar kreierte eine neue, heute oft kopierte, Paarlaufpirouette. Nach den Olympischen Winterspielen 1994 trennte sich das Paar.

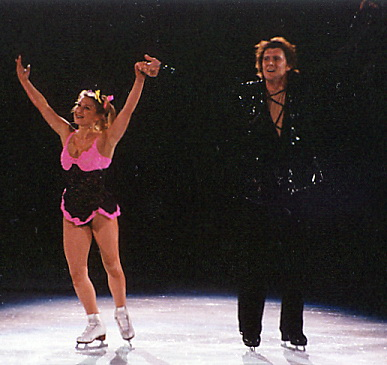
Dmitrijew und Kasakowa, 2002

Dmitrijew fand eine neue Partnerin in Oxana Kasakowa. Mit ihr wurde er 1996 in Sofia Europameister und 1998 in Mailand Vize-Europameister. Ihre einzige Weltmeisterschaftsmedaille gewannen sie mit Bronze 1997 in Lausanne. Der größte Erfolg des Paares Dmitrijew und Kasakowa war aber der Olympiasieg 1998 in Nagano vor ihren favorisierten Landsleuten Jelena Bereschnaja und Anton Sicharulidse. Damit ist Dmitrijew der bisher einzige Mann, der mit zwei unterschiedlichen Partnerinnen Paarlauf-Olympiasieger wurde. 1998 beendete das Paar seine Amateurlaufbahn.
Obwohl sie Konkurrenten waren, war Dmitrijew mit Sergei Grinkow und Anton Sicharulidse befreundet. Er half Tamara Moskwina sogar, Sicharulidse zu trainieren, obwohl beide noch gegeneinander liefen.
Artur Dmitrijew heiratete 1992 die Turn-Weltmeisterin von 1985 Tatjana Druschinina. Das Paar hat einen Sohn namens Artur. Druschinina arbeitet als Eiskunstlaufchoreographin und choreographierte unter anderem die Programme für die Olympischen Spiele 2006 der späteren Olympiasieger Tatjana Nawka und Roman Kostomarow und choreografiert heute für Juko Kawaguti und Alexander Smirnow. Die Ehe wurde jedoch 2006 geschieden. Dmitrijew ist heute mit Tatjana Fedorowa, einer Buchhalterin, verheiratet und hat mit ihr einen Sohn namens Artjom. Zusammen mit Tamara Moskwina trainierte er die Paarläufer Katarina Gerboldt und Alexander Enbert.

## Ergebnisse

### Paarlauf
(mit Natalja Mischkutjonok)
| Wettbewerb / Jahr           | 1988 | 1989 | 1990 | 1991 | 1992 | 1993 | 1994 |
| --------------------------- | ---- | ---- | ---- | ---- | ---- | ---- | ---- |
| Olympische Winterspiele     |      |      |      |      | 1.   |      | 2.   |
| Weltmeisterschaften         |      |      | 3.   | 1.   | 1.   |      |      |
| Europameisterschaften       | 4.   | 3.   | 3.   | 1.   | 1.   |      | 3.   |
| Sowjetische Meisterschaften | 2.   | 2.   | 2.   | 2.   |      |      |      |
| Russische Meisterschaften   |      |      |      |      |      |      | 2.   |

(mit Oxana Kasakowa)
| Wettbewerb / Jahr         | 1995 | 1996 | 1997 | 1998 |
| ------------------------- | ---- | ---- | ---- | ---- |
| Olympische Winterspiele   |      |      |      | 1.   |
| Weltmeisterschaften       |      | 5.   | 3.   | Z    |
| Europameisterschaften     |      | 1.   |      | 2.   |
| Russische Meisterschaften |      | 3.   |      | 3.   |